# Montemagno Monferrato
Montemagno  Monferrato (2023-ig Montemagno, piemontiul: Montmagn) település Olaszországban, Piemont régióban, Asti megyében. Lakosainak száma 1034 fő (2023. január 1.). Montemagno Monferrato Casorzo, Grana, Viarigi, Altavilla Monferrato, Castagnole Monferrato és Refrancore községekkel határos.

## Népesség
A település lakossága az elmúlt években az alábbi módon változott:
| Lakosok száma | 1146 | 1122 | 1034 |
|               | 2017 | 2018 | 2023 |